# میرلا باربلاتا
میرلا باربلاتا (به انگلیسی: Mirela Barbălată) ژیمناست زادهٔ ۲۳ اکتبر ۱۹۶۷ میلادی اهل کشور رومانی است.